# Abigail de Andrade
Abigail de Andrade (Vassouras, 1864-París, ca. 1890) fue una pintora y diseñadora brasileña, premiada con una medalla de oro por trabajos expuestos en el Salón Imperial de 1884.

## Biografía
Se sabe mucho sobre la vida de esta pintora fluminense. Sin embargo a, la edad de 18 años, en marzo de 1882, participó de la "Primera Exposición" organizada por la Sociedad Propagadora de las Bellas Artes, compitiendo en la "Sección de dibujos", con media docena de obras, y la crítica de ellos fueron elogios sobre su excelente calidad. Además se sabe que estudió en el Liceo de Artes y Oficios, siendo alumna de Angelo Agostini y de Joaquim José Insley Pacheco. 

### En la Exposición General de 1884

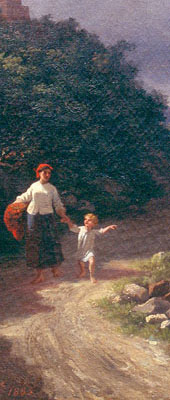
Niterói (1885), de Abigail de Andrade. Colección particular, Río de Janeiro.

En el año de 1884, expuso en la Exposición General de Bellas Artes, en una época en que las mujeres eran estimuladas a ver la pintura y el diseño sólo como aficionadas y por puro pasatiempo. El famoso crítico de arte Gonzaga Duque escribió que Abigail de Andrade, al contrario de las demás pintoras de su tiempo, enfrentó los preconceptos existentes contra las mujeres, haciendo de la pintura su profesión. 
En esa Exposición, que resultaría la última, la mayor y la más brillante que se realizó en el Segundo reinado, Abigail participó en la "Sección de pintura", presentando catorce trabajos: cuatro óleos representando escenas de lo cotidiano, dos retratos, tres copias, y cinco estudios de diseño. A pesar de ser novata, Abigail de Andrade fue premiada con la "Primera Medalla de Oro", presea que compartió con Thomas Georg Driendl, Giovanni Battista Castagneto e Georg Grimm. Por el renombre de sus compañeros de premiación, jamás se podrían haber expuesto trabajos mediocres. Dos óleos, dentro del total de su obra presentada, se destacaban los que constituirían el codiciado premio: Cesto de compras y Um canto do meu ateliê.

### Exposiciones individuales
En el año de 1886, promovió dos exposiciones individuales en Río de Janeiro. La primera se realizó en la Casa Vicitas, y la segunda en la Casa Costrejean.

### Trágico romance y muerte prematura
La artista también es recordada por su trágica participación en un romance con su profesor Angelo Agostini, hombre casado y artista respetado e influente de la época. Fue un tremendo escándalo. Abigail quedó embarazada de él, en 1888 y, debido a los intensos preconceptos de la sociedad, tuvo que refugiarse con su amante y profesor, en París, llevando consigo a la pequeña Angelina Agostini, que sería, también, una artista consagrada. En la capital francesa, perdió en el posparto, el segundo hijo, y enseguida falleció.

## Obra

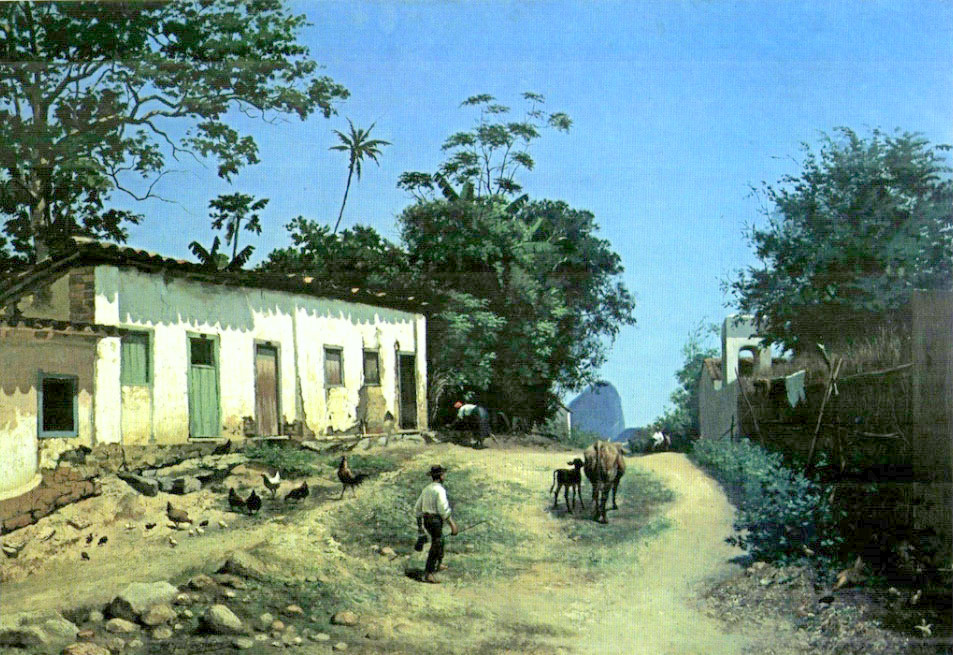
Estrada do Mundo Novo com Pão de Açúcar ao fundo (1888), de Abigail de Andrade. Colección particular.

Es pequeño el número de trabajos actualmente conocidos de la pintora Abigail. Probablemente haya producido muy poco, y sus obras están fechadas entre los años 1881 a 1889. Ciertamente, no pintó más de cincuenta pinturas, en una evaluación optimista, y como todos sabemos que hay mucho menos de esa estimación, se puede considerar que otras obras se han perdido o desconocido en los domicilios de sus incógnitod propietarios o pequeños coleccionistas.
En 1947, Carlos da Silva Araújo, en un artículo publicado en el  Boletim de Belas Artes  titulado "Angelo Agostini y el Salón de 1884" reprodujo el Cesto de Compras un diseño de Agostini y lamentándose de nunca haber reparado con el nombre y la obra de Abigail, en libros, catálogos, y en revistas. 
La revelación o redescubrimiento público de la obra de Abigail de Andrade, se daría a conocer en 1989 con la aparición del libro "150 Años de Pintura no Brasil" que reprodujo, en colores, las reproducciones de tres óleos de la pintora, pertenecientes a la famosa colección del abogado carioca Sérgio Fadel.
Una segunda sorpresa se presentaría en la original "Exposición Mulheres Pintoras" promovida por la "Sociarte" : Sociedad de los Amigos del Arte de São Paulo en asociación con la Pinacoteca del Estado y realizada en los meses de agosto a octubre de 2004. Entre los trabajos expuestos, llamaba intensamente la atención un cuadro pequeño: un óleo de 34 × 23 cm, firmado por Abigail, y perteneciente al coleccionista Francisco Asclépio Barroso Aguiar de Salvador. Denominábase el cuadrito  No Ateliê , datado de 1881. Esa obra no es la misma que presentó la pintora, en el "Salón de 1884", allí con el título Um Canto do meu Ateliê  a pesar de la casi similitud en los títulos de ambos.
En ese mismo año de 2004, los amantes de las artes plásticas también pudieron conocer nuevas obras de Abigail de Andrade, cuando vio la luz un lujoso volumen de autoría de Alexei Bueno titulado O Brasil do Século XIX na Coleção Fadel.